# Christian Horrebow
Christian Horrebow, född den 15 april 1718 i Köpenhamn, Danmark, död den 19 september 1776 i Köpenhamn, var en dansk astronom och professor vid universitetet i Köpenhamn. Han är känd för upptäckten av solfläckarnas periodicitet.

## Biografi
Horrebow, som  var son till professor Peder Nielsen Horrebow, blev student 1732 och tog magisterexamen 1738. Han utnämndes 1743 till professor och övertog 1753 helt faderns ämbete som professor och direktör for Observatoriet vid Köpenhamns universitet. Horrebows vetenskapliga verksamhet inskränkte sig till en del till de då vanliga disputationerna på universitetet över ämnen, som han ärvt från fadern, men gjorde också självständiga arbeten. Han anses således ha varit den förste som antog, att solfläckarna är periodiskt förekommande. År 1776 gjorde han en notis om detta och vid en senare genomgång av observatoriets gamla dagböcker har det visat sig att Horrebow fortsatte dessa undersökningar under åtskilliga år.
En annan sak, som Horrebow till en del ägnade sig åt, var undersökningar av formler för korrekt bestämning av tiden för påsken. Under hans ämbetstid inträffade två Venuspassager 1761 och 1769. Den första av dessa observerades av Horrebow i Köpenhamn och av dåvarande observatören Thomas Bugge i Trondhjem. På grund av tidsbestämningens osäkerhet nämndes inget resultat av deras observationer. Den nästa Venuspassagen gav inget bättre resultat. I Köpenhamn medgav omständigheterna ingen observation och i Norge visste man inget om vad som uträttats av Horrebows broder Peder och Ole Nicolai Bützow.
Horrebow, som 1761 fick hederstitlarna justitsråd 1761 och etatsråd 1769, dog 1776. Han hade den 25 oktober 1754 ingått äktenskap med Anna Barbara Langhorn, dotter till överstelöjtnant Magnus Langhorn. I äktenskapet föddes sönerna Magnus och Otto Horrebow.